# Thylogale billardierii
El pademelon de Tasmania (Thylogale billardierii), también conocido como pademelon de vientre rufo o pademelon de vientre rojo, es la especie endémica exclusiva de pademelon que se encuentra en Tasmania, y anteriormente en todo el sureste de Australia. Este pademelon ha desarrollado una piel más completa y espesa que sus parientes del norte, que habitan en el norte de Australia y Papúa Nueva Guinea.
Los machos alcanzan alrededor de 12 kg de peso, de 1 a 1,2 metros de altura, y son considerablemente más grandes que las hembras, con un promedio 3,9 kg.

## Hábitat
Los pademelones son solitarios y nocturnos, pasando las horas del día en la espesa vegetación de la selva tropical, bosque esclerófilo, matorrales, que son sus preferidos, aunque utilizan barrancos húmedos de bosques secos de eucaliptos también.
Estos lugares, junto a zonas abiertas donde la alimentación es óptima, son especialmente favorecidos. Después del anochecer, los animales se mueven por espacios abiertos para alimentarse, pero rara vez a más de 100 metros del borde del bosque.
Es la especie más abundante y extendida a lo largo de Tasmania.

## Alimentación

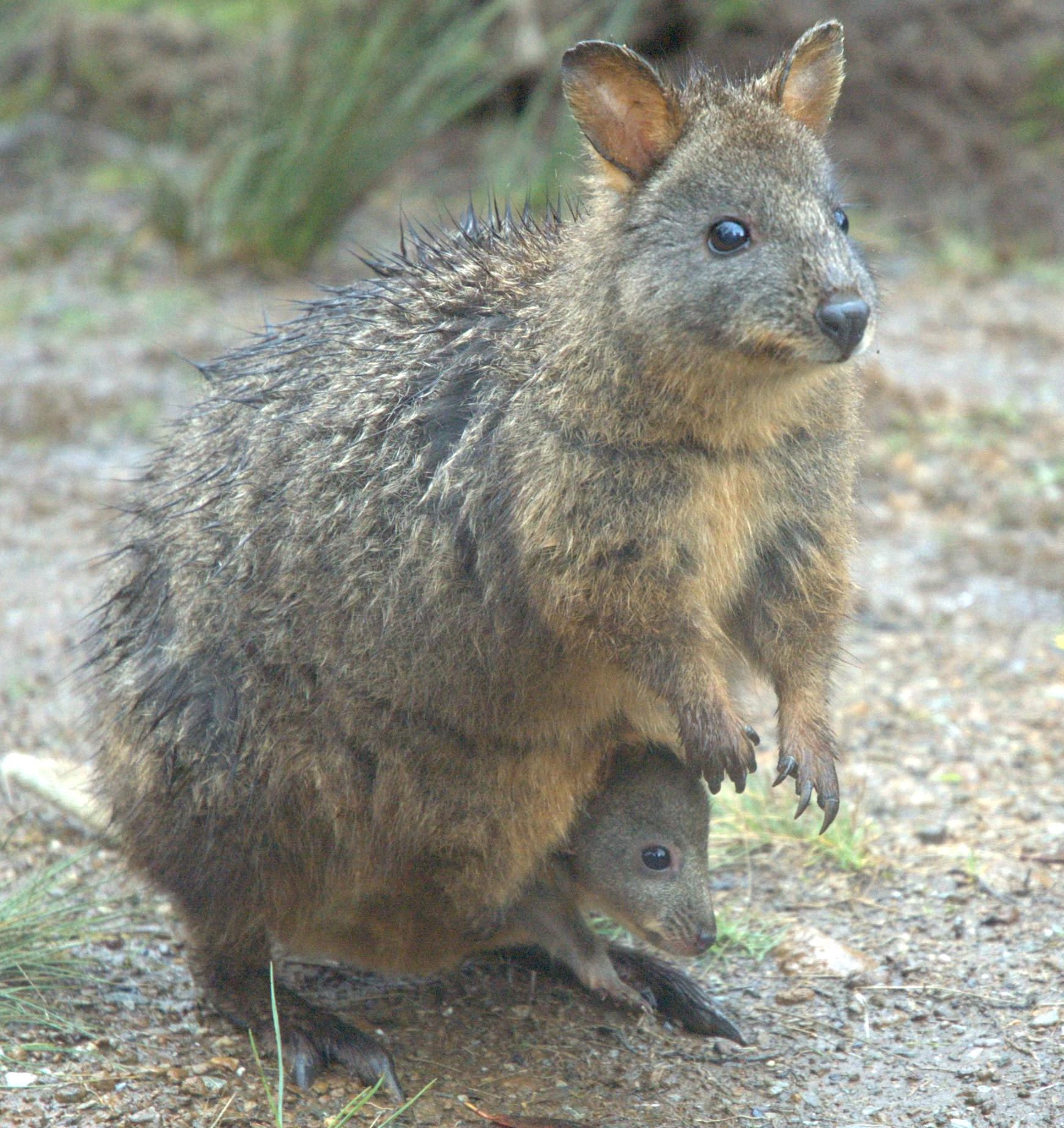
Pademelon de Tasmania con su cría.

El pademelon de Tasmania es un herbívoro de alimentación nocturna de una amplia variedad de plantas, de hierbas, brotes verdes y césped, e incluso algunas flores con néctar.
Por otra parte, el pademelon de Tasmania sigue siendo presa de otros depredadores de la isla, incluido el demonio de Tasmania y quolls. Aun así, son abundantes hasta el punto de ser sacrificados de vez en cuando (junto con otros canguros) para reducir la competencia por el pasto con los animales de granja. La caza del pademelon de Tasmania está permitida, su piel tiene un gran valor económico y su carne es sabrosa.